# Он не вернулся из боя
Почему всё не так? Вроде — всё как всегда:

То же небо — опять голубое,

Тот же лес, тот же воздух и та же вода...

Только — он не вернулся из боя.
«Он не вернулся из боя» — песня Владимира Высоцкого о Великой Отечественной войне. Написана летом 1969 года для кинофильма «Сыновья уходят в бой» режиссёра Виктора Турова, была использована в фильме 1980 года «„Мерседес“ уходит от погони» режиссёра Юрия Ляшенко. Варианты названия: «Песня о погибшем друге», «Песня о друге», «Почему всё не так».
Первое исполнение перед широкой аудиторией состоялось в 1971 году. Песня рассматривает одну из ключевых тем в творчестве Высоцкого — тему фронтового братства и поисков родственной души. Первое музыкальное издание — мини-альбом «Песни Владимира Высоцкого из кинофильмов» (фирма звукозаписи «Мелодия», 1972 год). При жизни автора произведение было переведено и опубликовано в Польше и Болгарии.

## Описание
Почитатели таланта Владимира Высоцкого считают это произведение одним из главных в его творчестве. По мнению исследователей, стихотворение входит в число наиболее значительных песен поэта, написанных о войне, и является «поразительным по точности переживаний и накалу», достигая «вершин трагического звучания» этой тематики. Для героя, от лица которого ведётся повествование, жизнь разделилась на две половины — до и после того, как его друг не вернулся из боя. Куплеты песни ярко и наглядно раскрывают образы героев, суть их взаимоотношений, пока они были вместе, и бездну потери не вернувшегося из боя близкого человека. Рассказчик потерял не просто бойца-соратника, единомышленника, он потерял друга, который в дни войны стал его вторым «я». Рефрен этого произведения, строка, звучащая в конце каждого четверостишия, своим постоянным повторением как нельзя лучше характеризует состояние героя: шок, растерянность, переход от воспоминания к воспоминанию от осознания того, что «он не вернулся из боя». В повторении этого рефрена присутствует выражение неотвязной мысли, ненаходившегося решения вопроса. Ответ на него приходит в последних словах песни — «Всё теперь одному, только кажется мне / это я не вернулся из боя».

## История создания, первые издания, переводы на другие языки
По воспоминаниям Виктора Турова (режиссёра фильма «Сыновья уходят в бой»), песня «Он не вернулся из боя» была написана Высоцким летом 1969 года на Новогрудчине (Беларусь). Вечером, когда съёмочная группа собралась у костра, Туров обратился к Владимиру с просьбой написать песню для картины о потере боевого друга; «он долго молчал. Потом медленно поднялся, кивнул головой и ушёл отдыхать. А буквально на следующий день песня была готова…».
Исследователь творчества Высоцкого Сергей Жильцов отмечал, что в образе погибшего друга просматриваются качества героя из сценария с рабочим названием «Помните, война случилась в сорок первом» (фильм, в котором Высоцкий должен был играть одну из ролей, но который так и не был запущен в производство).
Впервые песня прозвучала для широкой аудитории во время премьеры фильма «Сыновья уходят в бой» в ноябре 1971 года. Это событие совпало с премьерой спектакля «Гамлет» Театра на Таганке, где Высоцкий играл главную роль. В 1973 году она была издана на миньоне фирмы «Мелодия» под названием «Песни Владимира Высоцкого из кинофильмов» вместе с произведениями «Песня о новом времени», «Братские могилы» и «Песня о Земле», и в этом же году вышла на мини-сингле комбината ВТО с одноимённым названием. В 1976 году фирма грамзаписи Victor выпустила в Токио виниловый диск «Сборник популярных советских песен», куда вошли произведения «Корабли постоят» и «Он не вернулся из боя». В 1979 году она вошла в сборник «Баллады и песни» (М.: Мелодия; Будапешт: Балкантон), а в октябре 1980 года фирма «Мелодия» выпустила первый российский диск-гигант «Владимир Высоцкий», в который была включена и «Он не вернулся из боя». Песня также использована в кинофильме 1980 года «„Мерседес“ уходит от погони» режиссёра Юрия Ляшенко Киностудии имени А. Довженко.
Стихотворение было переведено на польский язык и опубликовано в 1976 году (журналы Student и Nurt, в переводе Яна Чопика и Ежи Литвинова), в эти же годы Анджей Лажборек на сцене «Нового театра» в Познани поставил спектакль, основанный на творчестве Высоцкого, куда вошла и песня «Он не вернулся из боя». В начале семидесятых она использовалась в спектакле «Смертию смерть поправ» Военного театра Софии по пьесе Бориса Васильева «В списках не значился», а в апреле 1977 года стихотворение в переводе Ивана Николова было опубликовано в болгарской газете «Студентска трибуна». В 1990 году было издано на английском языке в книге «Гамлет с гитарой» («англ. Hamlet with a guitar»). На итальянском языке произведение увидело свет в мае 1993 года в книге и на диске с названием «Полёт Володи» (Il volo di Volodja), а также прозвучало на музыку Серджо Сакки (итал. Sergio Sacchi) в исполнении Евгенио Финарди на фестивале в Сан-Ремо 31 октября того же года — этот день фестиваля был посвящён памяти Высоцкого и назван его организаторами «Подарок Володе». Кроме того, упоминание о песне содержится в статье Даниэле Дидеро (итал. Daniele Didero), написавшего рецензию на книгу профессора теологии, члена Ангеликума Джузеппе Барзаги «Мысли о Боге». В 2002 году в Израиле в переводе Марка Гордона на иврит стихотворение вошло в учебник по русской литературе. Также песня была переведена на японский язык («Советская литература» (1985, № 92)), румынский (в еженедельнике Tribuna), непальский (перевод Кришна Шреста).

## Истоки военной темы в творчестве Высоцкого
«Всегда трудно понять, что чувствует человек, теряя того, с кем бок о бок прожил несколько лет. А если это несколько военных лет?! Когда кажется, что их не два, а один, когда делится всё поровну — поровну еды, сна, боёв, опасности. И когда вдруг одного нет! Может быть, песня получилась слишком грустная, но ведь это вовсе не весёлое дело — война».
В 1970 году один из сотрудников Театра на Таганке, Анатолий Меньщиков, распространил в труппе анкету, в которой — среди прочих — был вопрос о любимой песне артистов. Высоцкий назвал «Священную войну». Вспоминая этот эпизод, Меньщиков признал, что его изначальное недоумение вскоре сменилось пониманием, что актёр и поэт был искренен в ответе: «Я узнал про его военное детство. Понял, что значит для него эта песня». Исследователи отмечают, что Высоцкий, не видевший боёв воочию, именовал свои произведения о войне «песнями-ассоциациями». В них не было пафосного, возвышенного изображения подвигов, однако некоторые слушатели, не знавшие биографии барда, считали, что они написаны поэтом-фронтовиком. Сам автор, отвечая на вопросы аудитории, говорил: «Во-первых, нельзя об этом забывать. Война всегда будет нас волновать… Во-вторых, у меня военная семья. В-третьих, мы дети военных лет, для нас это вообще никогда не забудется». В своей лирике Высоцкий нередко выступал от лица того предвоенного поколения, образ которого он запечатлел в своей же песне «Баллада о детстве»: «И как малая фронту подмога — // Мой песок и дырявый кувшин».
В основу военного цикла Высоцкого легли не только его детские впечатления, но и «батальонные», далёкие от официальной идеологии, воспоминания знакомых фронтовиков, включая родных и близких поэта. Узнаваемость историй, ставших сюжетами песен, во многом связана с тем, что автор в своих песнях сохранил разговорную, исповедальную интонацию своих собеседников. Именно в этих «свидетельствах очевидцев» содержится, по словам филолога Марьям Гасановой, «историческая память народа». Включённая в этот ряд песня «Он не вернулся из боя» является своеобразной «эпитафией погибшему товарищу». Композиционно песня построена таким образом, что поначалу в монологе персонажа звучат претензии или запоздалые обиды по отношению к ушедшему другу («Он мне спать не давал, / Он с восходом вставал»). Подлинные переживания героя-рассказчика раскрываются в последнем куплете, когда он признаётся: «Нам и места в землянке хватало вполне, // Нам и время текло для обоих».

Вот истинные чувства героя. Потеря друга — это потеря самого себя. И вместо пафоса и высокой лексики мы видим простые и будничные слова, обладающие таким глубоким психологизмом, что заставляют физически ощутить внутреннюю опустошенность героя. 

## Музыка

### К вопросу об авторстве
В титрах фильма «Сыновья уходят в бой» Высоцкий обозначен только как автор текста песен; там же указано, что музыку к ним сочинил композитор Станислав Пожлаков. В опубликованных документах киностудии «Беларусьфильм» о съёмках фильма (Приложение к «Монтажному листу художественного чёрно-белого фильма „Сыновья уходят в бой“» от 11.02.1970 года) Пожлаков указан композитором одного из вариантов песен «Сыновья уходят в бой» и «Песни о Земле». В более позднем «Монтажном листе…» (от 18.01.1971 года) автором музыки к этим песням и песне «Сыновья уходят в бой» указан Борис Фёдоров. В графе «музыка» песни «Он не вернулся из боя» в обоих монтажных листах указано — «обработка Бориса Фёдорова». Фамилия Пожлакова в более поздних документах не упоминается ни у одной из песен. Согласно воспоминаниям руководителя ансамбля «Тоника» Бориса Фёдорова, в начале осени 1967 года к нему обратился Виктор Туров с просьбой записать песни для его новой картины. Изначальные планы режиссёра были связаны с певцом Владимиром Макаровым, однако «концертное» звучание исполняемых им произведений не устроило ни режиссёра, ни съёмочную группу, ни художественный совет. В конце ноября того же года Туров сообщил, что в ленте будут звучать песни Высоцкого, которые в большей степени соответствуют динамичной стилистике фильма. Подготовка к записи, включая аранжировку, проходила в авральном режиме в течение одного дня. Бард, прибывший в Минск ночным поездом, передал Фёдорову кассету и «оговорил некоторые детали инструментовки и характер звучания песен». Непосредственная студийная работа проходила в вечерние и ночные часы. Как уточнил Фёдоров, стихи и музыка Высоцкого не требовали специального «причёсывания», и ансамбль стремился сохранить его исполнительскую манеру. Отдельные пояснения руководителя «Тоники» касались ситуации, связанной с появлением при монтаже картины «Сыновья уходят в бой» фамилии Пожлаков:

Насколько я помню, Пожлаков делал клавирное переложение песен Высоцкого, и была идея использовать его в кинофильме, но она не прошла. Это была не музыка Высоцкого, а нечто совершенно иное по духу. <…> В качестве автора музыки на некоторых песнях указана моя фамилия. Почему это произошло, я честное слово, не знаю и ничего не могу прояснить. Это явная ошибка того, кто готовил материал для печати. 

### Композиторские решения
Музыковед Шафер Наум Григорьевич причислил мелодию «Он не вернулся из боя» к «шедеврам песенного творчества». В своём труде он высоко оценил эстетику, теплоту и задушевность композиторского решения этой песни. Он отметил лиричность и мужественность, отточенность каждой музыкальной фразы этого произведения в сочетании с простотой мелодического и ритмического рисунков.
Несмотря на то, что создать аранжировку, раскрывающую глубину песни, подходящую по стилю, удавалось далеко не всегда, с песней «Он не вернулся из боя» дела обстояли иначе. Ансамблю, аккомпанирующему поэту, удалось избежать «эстрадной стандартизации», «искусственной моторности». Аранжировка не отвращала слушателей от серьёзного подтекста. До записи, в исполнении Высоцкого, можно было услышать эту, казалось бы, готовую песню как в размере три, так и четыре четверти. И, возможно, именно реакция слушателей повлияла на решение записать произведение в размере 4/4, позволив тем самым заглянуть за приоткрытую завесу творческой лаборатории барда, которая для многих была непостижимой тайной.

## Художественные особенности
«На мой взгляд, песня „Он не вернулся из боя“ — одна из главных в творчестве Высоцкого. В ней, помимо интонационной и психологической достоверности, есть и ответ на вопрос: почему поэт, человек, который по своему возрасту явно не мог принимать участия в войне, всё-таки пишет о ней, более того — не может не писать? Всё дело в судьбе… Она, твоя судьба, — часть общей огромной судьбы твоего народа».
При жизни Высоцкий воспринимался аудиторией в основном как актёр и бард, популярность которого во многом была сформирована расходившимися по всей стране магнитофонными записями. Постепенное признание его как поэта началось в первой половине 1980-х годов, когда вышел в свет сборник «Нерв»; по словам литературоведа Игоря Сухих, с этого момента Высоцкому — уже посмертно — предстояло «выдержать испытание бумажным листом». В числе первых статей, исследующих филологический аспект творчества Высоцкого, была публикация теоретика и историка литературы Сергея Кормилова «О войне и человеческом единении» (журнал «Русская речь», 1983, № 3). Как вспоминал впоследствии сам Кормилов, первая версия его статьи, названной «Поэтический язык песен Владимира Высоцкого», была отвергнута изданием из-за опасений получить возражения со стороны советской цензуры, однако редакция журнала предложила автору подготовить к печати другой вариант анализа текстов — с уклоном в военную тему и с другим заголовком.
В статье Кормилова речь идёт, в частности, о том, что «патетика Высоцкого» нередко включает в себя лирические интонации. Так, в песне «Он не вернулся из боя» нет слов «герой, память, печаль, скорбь», однако они незримо присутствуют в сознании героя-рассказчика. Слово «павшие» является в тексте синонимом слова «мёртвые», а памятником погибшим бойцам является оставшийся после них мир, в котором сохранено всё, что они ценили при жизни. «Типичный для Высоцкого мгновенный переход от конкретности к обобщению и обратно, не оставляющий никакого впечатления искусственности. Здесь опять-таки нет слов, которыми обычно говорят о мире, столь тяжело завоёванном: чистое небо, безоблачное утро, роса, и в то же время всё это есть, но сказано об этом совершенно иначе, не прямо и вместе с тем исчерпывающе точно».
Тема фронтового братства, которая является одной из ключевых в творчестве Высоцкого, раскрывается не только в истории о товарище, не вернувшемся из боя, но и в близкой ей по духу песне «Их восемь, нас — двое», рассказывающей о единении людей, связанных невидимыми родственными узами как при жизни, так и после смерти одного из них. Аналогичный анализ был сделан впоследствии и литературоведом Владимиром Новиковым, который при исследовании «координат мира Высоцкого» включил песню «Он не вернулся из боя» в условный тематический ряд «Война и мир» (направление «Двое»). Там, по версии Новикова, «живая душа всегда находит родственную душу».
Исследователи при анализе текста «Он не вернулся из боя» обращают внимание на многочисленные повторы, благодаря которым «происходит углубление психологической перспективы». К примеру, личные местоимения «он» и «я» употреблены в различных падежах 21 раз; частица «не» включена в сочетания «не так», «не в такт», «не понять», «не оставят», «не вернулся» 13 раз; неоднократно используются также слова «небо», «лес», «вода». По мнению филолога Татьяны Долотовой, четыре раза произнесённое — применительно к этим существительным — местоимение «тот» образует фон, на котором контрастным элементом выглядит частица «только» («Только он не вернулся из боя»). За счёт этих художественных приёмов в песне создаётся «новая реальность, констатация факта, который лирический герой не может до конца осознать и с которым он не может примириться». Различные повторы, по утверждению филолога Анны Митиной, ссылающейся на мнение лингвиста Николая Шанского, превращают некоторые строки из песен Высоцкого в устойчивые фразеологические обороты — к ним, в частности, относится выражение «А в ответ — тишина». Игорь Сухих обращает внимание на количество афоризмов, вышедших из песен Высоцкого, — по словам литературоведа, в «Словарь современных цитат» включено более семидесяти его крылатых выражений, «пригодных на все случаи жизни». Среди них — «„Друг, оставь покурить“ — а в ответ тишина» и «Наши павшие — как часовые».
Концовка песни («Наши мёртвые нас не оставят в беде, // Наши павшие — как часовые…») содержит строки, которые, по мнению филолога Ольги Шилиной, придают тексту «мощное онтологическое звучание: память предстаёт здесь как некая связующая нить между поколениями, между павшими и живыми». Этот мотив единения душ, вероятно, восходит к давним христианским традициям и тем временам, когда поминальные обряды проходили без разделения на живых и усопших.